# (5290) Langevin
(5290) Langevin (1990 OD4) – planetoida z pasa głównego asteroid okrążająca Słońce w ciągu 4 lat i 191 dni w średniej odległości 2,73 j.a. Została odkryta 30 lipca 1990 roku w Palomar Observatory przez Henry'ego Holtę.
Nazwana na cześć francuskiego planetologa Yves'a Langevina.